# گت‌چشمه
گت چشمه، روستایی است از توابع بخش یانه‌سر شهرستان بهشهر در استان مازندران ایران.

## جمعیت
این روستا در دهستان شهدا قرار دارد و براساس سرشماری مرکز آمار ایران در سال ۱۳۸۵، جمعیت آن ۱۷۶ نفر (۵۲خانوار) بوده‌است. مردم گت چشمه از قومیت طبری هستند. مردم گت چشمه به زبان طبری (مازندرانی) سخن می‌گویند. واژه «گت» در زبان طبری به معنای بزرگ می‌باشد.